# Поредо (Маса-Карара)
Поредо је насеље у Италији у округу Маса-Карара, региону Тоскана.
Према процени из 2011. у насељу је живело 105 становника. Насеље се налази на надморској висини од 204 м.